# Tai nạn xe buýt An Thuận 2020
Vào ngày 7 tháng 7 năm 2020, một chiếc xe buýt địa phương ở An Thuận, Quý Châu, vùng Tây Nam Trung Quốc đã bẻ lái và đâm vào Hồ chứa nước Hồng Sơn ở quận Tây Tú. Ít nhất 21 người chết và 16 người khác bị thương. Trong số những hành khách trên xe buýt có thí sinh dự thi Cao khảo.

## Sự cố
Đoạn video về vụ tai nạn cho thấy xe buýt di chuyển chậm trên đường trước khi rẽ trái đột ngột vào khoảng 12 giờ 17 phút tối. Xe buýt băng qua sáu làn đường giao thông, đâm qua lan can bảo vệ đường và rơi xuống bờ kè của Hồ chứa nước Hồng Sơn.
Một người sống sót nhớ lại vụ tai nạn trong một cuộc phỏng vấn tin tức đã kể: "Khi chiếc xe buýt vừa rơi xuống sông, kính vỡ vụn, nước đổ vào ngay lập tức. Tôi đã bơi ra ngay lúc va chạm."

## Hoạt động cứu hộ
Lúc 1 giờ 30 phút buổi chiều, Đội cứu hỏa và cứu hộ Quý Châu đã huy động 19 xe cứu hỏa, 21 xuồng hơi và 97 nhân viên cứu hộ (bao gồm 17 thợ lặn) đến hiện trường để giải cứu. Được ủy quyền của Bí thư Tôn Chí Cương, Tỉnh trưởng Kham Di Cầm đã nhanh chóng đến địa điểm xảy ra tai nạn để tổ chức công tác cứu hộ. Bộ trưởng Bộ Công an Triệu Khắc Chí bổ nhiệm Đỗ Hàn Vĩ, Thứ trưởng Bộ Công an, lãnh đạo một nhóm công tác tới An Thuận để hướng dẫn điều tra nguyên nhân vụ việc.
Tính đến 11 giờ tối, tất cả 37 người đã được tìm thấy, trong đó có 16 người bị thương, 20 người nguy kịch và một người được xác nhận đã chết. Trong số 37 hành khách, 12 người là sinh viên, năm người trong số họ nguy kịch, sáu người đang được điều trị và một người đã được xuất viện. Có thông tin rằng tài xế nằm trong số người chết.

## Điều tra
Sở Công an tỉnh Quý Châu đã thành lập một tổ đặc biệt điều tra nguyên nhân vụ tai nạn. Tài xế họ Trương, là một người đàn ông 52 tuổi ở quận Tây Tú của thành phố An Thuận. Anh ta có bằng lái xe A1 và lái tuyến xe buýt số 2 từ năm 1997.
Vào ngày 12 tháng 7, các điều tra viên đã thông báo rằng người tài xế đã gây ra vụ tai nạn, anh không hài lòng rằng ngôi nhà thuê của anh ta đã bị phá hủy. Trong một tuyên bố, cảnh sát giải thích rằng vào năm 2016, ngôi nhà công mà anh ta thuê từ một công ty đã được đưa vào một chương trình giải tỏa, đền bù cho anh ta 72.542,94 nhân dân tệ nhưng anh ta đã từ chối. Sáng sớm ngày 7 tháng 7, anh trở về nhà và thấy nó sắp bị phá hủy, anh gọi một tài xế xe buýt khác và nói rằng anh muốn thay ca sớm khoảng hai giờ. Cảnh sát cũng cáo buộc rằng anh ta đã mua và uống rượu trước và trong khi lái xe buýt trước khi cố ý lái xe vào hồ chứa.